# Caulibugula levinseni
Caulibugula levinseni is een mosdiertjessoort uit de familie van de Bugulidae. De wetenschappelijke naam van de soort is voor het eerst geldig gepubliceerd in 1940 door Osburn.